# Aeroportul Municipal Stinson
Aeroportul Municipal Stinson (IATA: SSF, ICAO: KSSF, FAA LID: SSF) este un aeroport din Texas, Statele Unite ale Americii ce deservește zona San Antonio.
Situat la o altitudine de 176 m, aeroportul dispune de 2 piste.

## Infrastructură

### Piste
Aeroportul dispune de 2 piste. Pista 09/27 are suprafața de asfalt și dimensiunile 5.000 picioare × 100 picioare. Pista 14/32 are suprafața de asfalt și dimensiunile 4.128 picioare × 100 picioare. 